# Conjuring the Dead
Conjuring the Dead — десятый полноформатный студийный альбом австрийской метал-группы Belphegor, выпущенный лейблом Nuclear Blast Records 5 августа 2014 года, и записанный под руководством Эрика Рутена в Mana Recording Studios, в Сент-Питерсберге, США в период с мая 2012 года по апрель 2014-го. Оформлением альбома занимался бас-гитарист группы Septicflesh, Спирос «Seth» Антониу.
В июле 2014 года также вышел сингл «Gasmask Terror». На композицию «Conjuring the Dead» был снят видеоклип.

## Отзывы
| Оценки критиков | Оценки критиков |
| Источник        | Оценка          |
| --------------- | --------------- |
| About.com       | [ 4 ]           |
| Revolver        | [ 5 ]           |
| MetalSucks      | [ 6 ]           |
| Blabbermouth    | [ 7 ]           |
| Metalholic      | [ 8 ]           |

Conjuring the Dead получил смешанные отзывы от музыкальных критиков. Дэйв Шэлек из About.com охарактеризовал релиз как «[…] крайне тяжелый альбом, […], полный превосходных песен и музыкального таланта. Также Conjuring The Dead в лучших традициях Belphegor изобилует бласт-битами, плавно сменяющихся средне-темповыми риффами, придающими музыке эпический размах». Сэмми О’Хэгар из MetalSucks отметил что «Все идеально сбалансировано: альбом звучит то волнующе, то угрожающе. Conjuring the Dead это снимок образцового блэк-дэт-метала. Альбом органично сочетает оба жанра, попеременно представляя их слушателю и затем объединяя их в едином звучании. Все это исполнено с грайндкорной свирепостью».
Антон Вильгоцкий из Dark City поставил альбому пять звёзд из пяти. Он также порекомендовал альбом «всем, кто уважает подлинный экстремальный метал и настоящую тяжёлую музыку».

## Список композиций
| №                   | Название                   | Длительность |
| ------------------- | -------------------------- | ------------ |
| 1.                  | «Gasmask Terror»           | 3:41         |
| 2.                  | «Conjuring the Dead»       | 4:33         |
| 3.                  | «In Death»                 | 4:12         |
| 4.                  | «Rex Tremendae Majestatis» | 5:21         |
| 5.                  | «Black Winged Torment»     | 3:27         |
| 6.                  | «The Eyes» (instrumental)  | 1:19         |
| 7.                  | «Legions of Destruction»   | 4:28         |
| 8.                  | «Flesh, Bones and Blood»   | 3:32         |
| 9.                  | «Lucifer, Take Her!»       | 2:48         |
| 10.                 | «Pactum in Aeternum»       | 3:18         |
| Общая длительность: | Общая длительность:        | 36:39        |

| №   | Название                                                              | Длительность |
| --- | --------------------------------------------------------------------- | ------------ |
| 1.  | «Rehearsing/Bass/Drum/Guitar Tracking» (Making Of Conjuring the Dead) | 11:41        |
| 2.  | «Vokills Tracking» (Making Of Conjuring the Dead)                     | 3:45         |
| 3.  | «Angeli Mortis De Profundis» (Live In Liverpool)                      | 3:04         |
| 4.  | «Diaboli Virtus In Lumbar Est» (Live at Meh Suff Open Air)            | 4:13         |
| 5.  | «In Blood – Devour This Sanctity» (Live In Moscow)                    | 6:00         |
| 6.  | «Feast Upon The Dead» (Unreleased, Live at Eindhoven Metal Meeting)   | 2:34         |
| 7.  | «Bondage Goat Zombie» (Live at Party San Festival)                    | 4:57         |
| 8.  | «Justine Soaked In Blood» (Live at Umea HOM Festival)                 | 4:04         |
| 9.  | «Backstage» (Rekwi Festival, Germany)                                 | 0:51         |
| 10. | «Burg Aggstein (Austria)» (Sightseeing Cult Places)                   | 9:04         |
| 11. | «Bone Church Kutna Hora (Czech Republic)»                             | 1:23         |
| 12. | «Diashow» (Tattoo And Art Section)                                    | 3:26         |
| 13. | «Inside The Bunker» (Rehearsal Bunker)                                | 6:38         |
| 14. | «Schwarty Swinefever» (Rehearsal Bunker)                              | 1:28         |
| 15. | «Conjuring the Dead (Video Clip)» (Directed by Walter Fanninger)      | 4:22         |
| 16. | «Making Of Conjuring the Dead Video Clip»                             | 3:36         |

## Участники записи
Belphegor
- Хельмут Ленер[англ.] — вокал, гитара, бас-гитара
- Serpenth — бас-гитара, вокал

Приглашенные музыканты
- Ms. Alexandra «Dollface» Van Weitus — вокал
- Глен Бентон — вокал на «Legions of Destruction»
- Аттила Чихар — вокал на «Legions of Destruction»
- Мартин «Marthyn» Йованович — ударные
- Себастиан Лансер — семплирование, эффекты
- Норвин Пальм — семплирование, эффекты

Производство
- Спирос «Seth» Антониу — оформление
- Рэйчел «Hecate» Козак[англ.] — тексты песен
- Мина Коржан — тексты песен
- Mr. Blood Seraph — тексты песен
- Сигурд Хагенауэр — тексты песен
- Эрик Ратейн — микширование, мастеринг
- Алан Дучес — мастеринг
- Якоб Клингсбигль, Маттиас Рейндль, Норвин Пальм — запись
- Роберт Кэлдвелл — ассистент звукоинженера
- Gwenn Negative Art, Sunvemetal, Томас Эйдорф — фотографии

## Чарты
| Чарт (2014)                        | Позиция |
| ---------------------------------- | ------- |
| Austrian Albums Chart              | 33      |
| Belgian Albums (Ultratop Flanders) | 187     |
| German Albums Chart                | 60      |
| Japanse Albums (Oricon)            | 245     |
| US Top Heatseekers (Billboard)     | 13      |

## Релизы
| Формат                               | Регион                  | Дата            | Лейбл         |
| ------------------------------------ | ----------------------- | --------------- | ------------- |
| CD, CD+DVD, LP, цифровая дистрибуция | Северная Америка        | 5 августа 2014  | Nuclear Blast |
| CD, CD+DVD, LP, цифровая дистрибуция | Япония                  | 6 августа 2014  | Ward Records  |
| CD, CD+DVD, LP, цифровая дистрибуция | Европа, Бразилия        | 8 августа 2014  | Nuclear Blast |
| CD, CD+DVD, LP, цифровая дистрибуция | Великобритания, Франция | 11 августа 2014 | Nuclear Blast |
| CD, CD+DVD, LP, цифровая дистрибуция | Россия                  | 11 августа 2014 | Soyuz Music   |